# Moderato Cantabile
Moderato cantabile es una novela de Marguerite Duras publicada en 1958 por Ediciones Minuit.

## Título
El título de la obra proviene de un tempo musical: moderado (moderato) y cantable (cantabile). Este tempo debe ser marcado en la sonatina de Diabelli que practica el hijo de Anne Desbaresdes.

## Resumen
Un asesinato tiene lugar en el café que se encuentra bajo el lugar en el que el hijo de Anne Desbaresdes sigue sus lecciones de pianos. En el café, ella conoce a un hombre llamado Chauvin al cual interroga cada día sobre el asesinato para entretenarse por las tardes. Este diálogo entre la joven burguesa y el antiguo empleado de su marido es repetitivo y se ameniza con vasos de vino que les alejan del aburrimiento.

## Personajes
Anne Desbaresdes
Anne Desbaresdes es la mujer del dueño de Import Export y Fonderies de la Côte. Ella pertenece a una burguesía acomodada. Desde el día en el que escucha el grito de la mujer que es asesinada, acude al café, pero sus diálogos con Chauvin no le aportan nada. Estos encuentros se acompañan de vasos de vino, cada vez más numerosos.
Chauvin
Chauvin es un antiguo empleado del marido de Anne Desbaresdes que, aparentemente, ya no trabaja. Hasta el capítulo cuatro es denominado como "el hombre", su nombre no es descubierto hasta que lo confiesa en mitad de uno de sus diálogos. En un principio parece interesarse en Anne desde tiempo atrás ya que la suele espiar.
El niño
Hijo de Anne, cuyo nombre se ignora. Detesta sus lecciones de piano a pesar de su talento. Es el pretexto que utiliza Anne para caminar hasta el café, donde ella bebe mientras él juega en el puerto.
Mademoiselle Giraud
Mademoiselle Giraud es la profesora de música del hijo de Anne. Desaprueba la poca mano dura de Anne con su hijo, con quien es muy exigente.
La dueña del bar
La dueña del bar trabaja en el café en el cual ha tenido lugar el crimel pasional. Sirve vino a Chauvin y a Anne sin intervenir en su conversación. Aparentemente su café no se llena hasta que se cierran las fábricas, momento en el cual los trabajadores acuden a beber algo antes de volver a sus casas.

## Estructura
La novela apenas cuenta con cien páginas divididas en ocho capítulos sin título.
El primer capítulo tiene lugar en el apartamento de Mademoiselle Giraud, donde el hijo de Anne Desbaresdes va a clases de piano semanalmente. Escuchan un grito que viene desde el café. Anne contempla la llegada de la policía y todo el espectáculo ofrecido por el asesino y su víctima, que todavía están dentro.
En el segundo capítulo, Anne vuelve con su hijo al café donde el crimen pasional había sido cometido. Se encuentra a Chauvin, que parece conocerla muy bien, puesto que admite que la espía. Los capítulos tres a seis giran en torno al mismo diálogo, acompañado por vasos de vino, sobre las razones que han podido llevar al asesinato, del que ignoran todo pero del cual no pueden dejar de hablar.
El capítulo séptimo cuenta la gran cena que celebra Anne, a la cual llega tarde y bebida.
El último capítulo trata sobre el último encuentro entre Chauvin y Anne, que acude sin su hijo. Anne se va tras un breve beso.

## Premios
Moderato cantabile obtiene en el año de su publicación el prix de Mai, entregado por un jurado reunido en la librería La Hune de Bernard Gheerbrant por Alain Robbe-Grillet compuesto por Roland Barthes, Georges Bataille, Maurice Nadeau, Louis-René des Forêts y Nathalie Sarraute.

## Adaptación
En 1960, Peter Brook realizó una película con el mismo título, Moderato cantabile, adaptación de la novela de Marguerite Duras en la que ella misma colaboró a la hora de redactar los diálogos. El papel de Chauvin es interpretado por Jean-Paul Belmondo y el de Anne Desbaresdes por Jeanne Moreau que recibió por este papel el Premio a la Interpretación femenina del festival de Cannes de 1960. La película de Peter Brook representa la Nouvelle Vague cinematográfica como el libro de Marguerite Duras lo era en el Nouveau Roman en literatura.